# Elizabeth Blackburn
Elizabeth Helen Blackburn (Hobart, 26 novembre 1948) è una biologa australiana naturalizzata statunitense.
Nel 2009 le è stato assegnato il Premio Nobel per la medicina assieme a Jack W. Szostak ed a Carol W. Greider in merito ai loro studi svolti riguardo a come i cromosomi sono protetti dai telomeri e dall'enzima telomerasi.

## Biografia
Elizabeth Blackburn è nata a Hobart, in Tasmania, Australia. I suoi genitori lavoravano entrambi in campo medico. Elizabeth ha frequentato la Broadland House School in Tasmania. Successivamente, prima che finisse le scuole superiori la sua famiglia si è trasferita a Melbourne, Victoria, dove ha frequentato la University High School. Dopo essersi diplomata Elizabeth Blackburn si è iscritta all'University of Melbourne, risiedendo prima al Janet Clarke Hall, (University of Melbourne), dove ha conseguito un B.Sc. degree nel 1970, oltre che ad un M.sc. degree nel 1972, e successivamente al Darwin College, Cambridge, conseguendo un Ph.D. (1975) all'University of Cambridge. I suoi studi post laurea in biologia molecolare e cellulare sono stati presso la Yale University, nello Stato del Connecticut negli anni che vanno dal 1975 al 1977.
Nel 1978 Elizabeth Blackburn si è unita alla facoltà dell'Università della California alla Berkeley nel dipartimento di biologia molecolare. Nel 1990 si è unita al dipartimento di microbiologia ed immunonologia dell'Università della California, San Francisco, nel quale ha servito come Direttore del dipartimento dal 1993 al 1999.
Elizabeth Blackburn è oggi un membro di facoltà e docente di biologia e fisiologia al dipartimento di biochimica e biofisica all'Università della California, San Francisco, ed è un leader nel campo della ricerca dei telomeri e dell'enzima telomerasi tanto che può essere definita la " Regina dei telomeri". È inoltre associata al Salk Institute.
Ha scoperto la natura molecolare dei telomeri -la parte terminale dei cromosomi delle cellule eucariote che fungono da parti protettive del materiale genetico- e la ribonucleoproteina telomerasi. Al giorno d'oggi Elizabeth Blackburn sta lavorando con il suo team presso l'Università della California per approfondire le sue scoperte e le sue ricerche le hanno portato anche l'assegnazione del Premio Nobel per la Medicina per i grandi risvolti che le sue scoperte stanno avendo nel campo della salute e soprattutto della cura del cancro.
Durante tutta la sua carriera Blackburn è stata onorata dall'assegnazione di molti premi famosi ed importanti.
È stata eletta presidente dell'American Society for Cell Biology nell'anno 1998. Blackburn è anche eletta membro dell'American Academy of Arts and Sciences (1991), della Royal Society of London (1992), dell'American Academy of Microbiology (1993), e dell'American Association for the Advancement of Science (2000).
È stata nominata membro straniero della National Academy of Sciences nel 1993 e dell'Institute of Medicine nel 2000.
Le è stato assegnato l'Albert Lasker Medical Research Award in Basic Medical Research (2006), nel 2007 è stata nominata una delle 100 persone più influenti dal Time Magazine e nel 2008 è stata una delle North American Laureate per L'Oreal-UNESCO per le donne nel campo scientifico.
Oltre a dedicare la sua vita alla ricerca scientifica e pertanto ad essere uno scienziato modello, Elizabeth Blackburn si è dedicata e continua tuttora a dedicarsi a questioni di bioetica sostenendo che la scienza deve essere sempre accompagnata da un correlativo sviluppo di responsabilità e deve integrarsi nell'ambito umano come generatrice di benessere e non campo di interessi meramente economici e politici.

## Scoperta che ha portato al Premio Nobel
Il 5 ottobre 2009 è stato assegnato il premio Nobel per la Medicina ad Elizabeth Blackburn insieme a Carol W. Greider e Jack W. Szostak, autori della scoperta dei telomeri e del meccanismo attraverso il quale essi proteggono i cromosomi dalla degradazione.
Grazie alla duplicazione del DNA, che avviene in una specifica fase del ciclo cellulare precedente la mitosi, le cellule sono in grado di duplicare il loro patrimonio genetico, che verrà poi distribuito alle cellule figlie, le quali risulteranno dunque identiche alla cellula progenitrice. L'enzima DNA polimerasi non è però in grado di sintetizzare e copiare le estremità di un frammento di DNA, che quindi andrebbero perse.
Per evitare la degradazione delle estremità cromosomiche, e quindi la progressiva e rapida perdita del materiale genetico, le cellule possiedono un importante meccanismo di difesa. Esistono infatti sequenze di DNA poste alle estremità dei cromosomi che svolgono il ruolo di protezione del materiale genetico funzionale alla produzione di proteine: i telomeri. Questi, che sono costituiti da sequenze di DNA ripetute e non codificanti per proteine, ad ogni fase di replicazione del DNA vengono accorciati e prevengono in questo modo la perdita di DNA codificante.
Ovviamente, alla lunga le estremità telomeriche vengono perse e le cellule iniziano ad accusare danni sempre maggiori ad ogni divisione, finché non muoiono. I telomeri sono quindi fondamentali nel determinare la lunghezza della vita di una cellula, e per questo sono stati considerati una sorta di orologio biologico cellulare. La struttura dei telomeri è stata indagata da Blackburn e Szostak durante gli anni ottanta, dopo un incontro fortuito alla Gordon Research Conference, nel 1980, in cui i due scienziati ebbero occasione di conoscersi e, soprattutto, di venire a conoscenza dei rispettivi progetti di ricerca.
Le intuizioni alla base del loro lavoro hanno portato a una migliore comprensione dei meccanismi cellulari.
Uno degli attori protagonisti nel meccanismo d'invecchiamento cellulare è certamente la telomerasi, enzima scoperto da Blackburn e Greider, sua allieva. Questa proteina è dotata della capacità di sintetizzare le sequenze dei telomeri; se la lunghezza di tali sequenze è direttamente proporzionale al resto della vita di una cellula, è chiaro che un enzima in grado di sintetizzarle è di conseguenza capace di allungare l'esistenza cellulare. Infatti, nella maggior parte dei tumori, costituiti da cellule in continua e incontrollata proliferazione, l'attività telomerasica risulta costitutivamente attivata.
Queste scoperte hanno aperto la strada a un filone di ricerca che si è espanso notevolmente negli ultimi decenni. Ancora oggi, infatti, questo è un campo di studi fortemente attivo, soprattutto per le implicazioni cliniche che, recentemente, si stanno rivelando utili nella ricerca di una cura per il cancro. Si sa che le cellule cancerose possono dividersi all'infinito senza che i telomeri si accorcino, grazie all'iperattività della telomerasi. Il cancro potrebbe dunque essere trattato, tra l'altro, spegnendo la telomerasi: diversi studi sono in corso, inclusi test clinici su vaccini che hanno come bersaglio le cellule con un'elevata attività della telomerasi. È infatti in corso la sperimentazione clinica di prodotti con attività anti-telomerasica che potrebbero, sulla luce di quanto accennato sopra, rivelarsi molto interessanti nel trattamento di questa patologia.
Ma l'enzima ha un ruolo chiave anche in alcune malattie congenite.

## Pubblicazioni
Elizabeth Blackburn ha pubblicato più di 253 ricerche nel corso della sua carriera scientifica. Una delle più strettamente connesse al campo clinico altre quelle sul cancro e quella pubblicata insieme a Epel ES, Lin J, Dhabhar FS, Wolkowitz OM, Puterman E, e Karan L, riguardante la risposta dell'attività dell'enzima telomerasi sotto situazioni di acuto stress psicologico (Dynamics of telomerase activity in response to acute psychological stress).
L'enzima telomerasi gioca un ruolo essenziale nella sopravvivenza della cellula, aumentando la lunghezza dei telomeri e promuovendo la crescita e la longevità della cellula. È ora possibile quantificare il basso livello di attività dell'enzima telomerasi nelle cellule dei leucociti umani.
Il basso livello di attività dell'enzima telomerasi è stato correlato al cronico stress psicologico che le persone sperimentano nel corso della loro vita e perciò si è Elizabeh ed il suo team hanno testato se il livello di attività dell'enzima telomerasi subiva cambiamenti sotto acute situazioni di stress psicologico. Sono state esposte 44 donne, delle quali 22 sotto grandi condizioni di stress che si occupavano di diversamente abili e 22 sottoposte a un basso livello di stress, ad una breve condizione di stress in laboratorio, mentre venivano esaminati i cambiamenti nell'attività dell'enzima telomerasi nelle cellule mononucleari del sangue (PBMC). All'inizio le donne che assistevano i diversamente abili avevano un livello di attività telomerica più basso rispetto alla norma ma durante lo stress l'attività aumentava in entrambi i gruppi. Durante l'intero esperimento l'attività telomerica è aumentata del 18% in un'ora dall'applicazione della condizione di stress. L'aumento nell'attività telomerica è stato indipendente da cambiamenti in numero o percentuale nel livello di monociti, linfociti e cellule di tipo T specifico, sebbene non possiamo escludere qualche potenziale contributo da parte della ridistribuzione delle cellule del sistema immunitario per il cambiamento di attività telomerica. L'aumento dell'attività dell'enzima telomerasi è associato con il più grande aumento di cortisolo dovuto alla risposta dell'organismo alla condizione di stress imposta.
Per ultima cosa, la risposta psicologica allo stimolo (la percezione di un pericolo) era anch'essa causa di un aumento dell'attività telomerica.
Queste scoperte hanno svelato l'esistenza di una relazione dinamica tra l'attività dell'enzima telomerasi con l'esposizione ad acute condizioni di stress, e con 2 classici aspetti della risposta dell'organismo allo stress, ovvero la percezione dello stress psicologico e la liberazione di cortisolo.
L'attività telomerica è stata studiata anche nelle donne sottoposte a maltrattamento ed abuso versus donne non maltrattate, e l'autrice ha dimostrato inconfutabilmente il rapporto fra il maltrattamento e la riduzione della lunghezza dei telomeri. 
Durante lo stesso studio ha anche dimostrato un rapporto diretto fra il maltrattamento e il valore del BMI in rapporto alla Bulimia sofferta dalle donne maltrattate del campione in oggetto.
Questo è solo un esempio degli innumerevoli ulteriori contributi prodotto dalla ricerca di Elizabeth Blackburn, e questo è solo uno dei possibili campi di applicazioni delle sue scoperte.

## Campo della bioetica
Blackburn era stata nominata Presidente del Consiglio sulla Bioetica nel 2001. La scienziata sosteneva la ricerca sulle cellule embrionali umane, in contrasto con la visione portata avanti dall'amministrazione del governo Bush. Il suo mandato è stato revocato dalla Casa Bianca il 27 febbraio 2004. Questo ha causato lo sdegno di moltissimi scienziati che sostenevano che il suo licenziamento fosse dovuto semplicemente alla sua presa di posizione sulla questione.
"C'è una crescente sensazione che la ricerca scientifica — che dopo tutto è definita dalla volontà di trovare una verità — stia venendo manipolata per fini politici," scrive Blackburn. "Si sta rivelando chiaro che questa manipolazione sta venendo raggiunta attraverso l'accumulo di organi di consulta e la non corretta interpretazione dei loro verdetti."
Blackburn presta servizio alla Science Advisory Board del Genetics Policy Institute.
Nel 2004 aveva rivelato in un editoriale sul New England Journal of Medicine di essere stata estromessa dal comitato statunitense sulla bioetica, perché le sue posizioni, basate sull'evidenza scientifica, contrastavano con la linea conservatrice dell'allora presidente George W. Bush, ostile per motivi religiosi all'uso delle staminali nella ricerca. «Purtroppo - rifletteva la genetista Elena Cattaneo in un articolo su Nature nel 2008 - casi simili stanno diventando comuni anche in Italia negli ultimi due decenni, soprattutto nel campo della ricerca sulle cellule staminali». Secondo la scienziata italiana, il retroscena sulla Blackburn è particolarmente significativo e aggiunge valore al Nobel del riscatto.
Per tutto ciò Elizabeth Blackburn «È una figura di riferimento per le ragazze che decidono di mettere il camice bianco cercando di coniugare ambizioni e famiglia» ricorda la biologa Anna Meldolesi. «In molti hanno notato che la biologia dei telomeri può vantare una presenza femminile insolitamente consistente, ma Blackburn ama precisare che nel suo laboratorio il rapporto numerico fra i due sessi è fluttuante e non si allontana mai molto da quello della popolazione generale. Come dire che invece di stupirsi della presenza di tante donne nel suo campo, bisognerebbe chiedersi come mai altrove questo rapporto sia lontano dalla parità». Nella biografia scritta da Catherine Brady si legge che Blackburn ha una mente genderless, né maschile né femminile. Ma in un'intervista concessa quest'anno Elizabeth dice di aver imparato a considerare la diversità come una ricchezza, anche per la scienza.

## Vita privata
Elizabeth Blackburn è sposata con John W. Sedat, che ha conosciuto durante il suo periodo di lavoro al Laboratory of Molecular Biology (LMB) presso la University of Cambridge, fondato dal Medical Research Council (MRC). Ha anche un figlio di nome Benjamin.

## Ricerca in laboratorio
Il programma di ricerca sul quale si basa il laboratorio diretto da Elizabeth Blackburn consiste nello studio dei telomeri, le strutture stabilizzanti alla fine dei cromosomi delle cellule eucariote e dell'enzima telomerasi.
Esperimenti su queste strutture sono fatti su organismi dai più semplici ai più complessi per determinare la conservazione di meccanismi naturali durante l'evoluzione, fino ad arrivare a ricerche riguardanti l'uomo e il cancro.
Pertanto una parte del lavoro riguarda la sintesi e del telomero e della sua funzione all'interno della cellula. Studi paralleli sono condotti sull'enzima telomerasi e sulle possibili funzioni aggiuntive oltre alla semplice polimeralizzazione del DNA telomerico.

## Premi
- Honorary Doctorate of Science from Harvard University, su news.harvard.edu. URL consultato il 3 gennaio 2010 (archiviato dall'url originale il 12 ottobre 2006).
- Eli Lilly Research Award for Microbiology and Immunology (1988)
- National Academy of Sciences Award in Molecular Biology (1990)
- Honorary Doctorate of Science from Yale University (1991)
- Harvey Society Lecturer at the Harvey Society in New York (1990)
- Recipient of the UCSF Women's Faculty Association Award
- Australia Prize (1998)
- Gairdner Foundation International Award (1998)
- Harvey Prize (1999)
- Keio Medical Science Prize (1999)
- California Scientist of the Year in 1999
- American Association for Cancer Research - G.H.A. Clowes Memorial Award (2000)
- American Cancer Society Medal of Honor (2000)
- AACR-Pezcoller Foundation International Award for Cancer Research (2001)
- General Motors Cancer Research Foundation Alfred P. Sloan Award (2001)
- E.B.Wilson Award of the American Society for Cell Biology (2001)
- Robert J. and Claire Pasarow Foundation Medical Research Award (2003)
- Dr A.H. Heineken Prize for Medicine (2004)
- Benjamin Franklin Medal in Life Science of The Franklin Institute (2005)
- Albert Lasker Award for Basic Medical Research (2006) (shared with Carol W. Greider and Jack W. Szostak)
- Genetics Prize from the Peter Gruber Foundation (2006)
- Wiley Prize in Biomedical Sciences from the Wiley Foundation (shared with Carol W. Greider) (2006)
- Honorary Doctorate of Science from Princeton University (2007)
- Louisa Gross Horwitz Prize (2007) (shared with Carol W. Greider and Joseph G. Gall)
- L'Oréal-UNESCO Award for Women in Science (2008)
- Mike Hogg Award (2009)
- Paul Ehrlich and Ludwig Darmstaedter Prize (2009) (shared with Carol W. Greider)
- Nobel Prize for Physiology or Medicine (2009) (shared with Carol W. Greider and Jack W. Szostak)[9][10]